# Christophe Blanchet
Pour les articles homonymes, voir Blanchet.
Christophe Blanchet, né le 9 avril 1973 à Caen, est un entrepreneur et un homme politique français.
Il est l'actuel député de la 4e circonscription du Calvados depuis 2017. Il est conseiller municipal à Merville-Franceville.

## Biographie

### Famille et études
Issu d'une famille de commerçants, Christophe Blanchet a grandi à Ouistreham avant de s'installer à Merville-Franceville-Plage avec ses parents.
Il obtient son baccalauréat au lycée Allende d'Hérouville-Saint-Clair. Il commence ensuite ses études supérieures en suivant une classe préparatoire aux grandes écoles à la CCI de Caen, ce qui lui permet d'intégrer l'Institut des hautes études économiques et commerciales (INSEEC) de Paris en 1998. Il y valide sa formation par un double diplôme du Skidmore College de l'État de New York, où il obtient un master en management et marketing international.
De retour en France et diplômé, il choisit d'accomplir son service militaire chez les parachutistes, puis décide de passer volontairement 14 mois supplémentaires auprès de l'Etat-Major de la 11e division parachutiste de Toulouse. Il obtient pour son engagement la médaille de la Défense nationale.

### Activité entrepreneuriale
À 20 ans, il ouvre à Caen sa première boîte de nuit – baptisée le Joy’s – avant de suivre en parallèle des études en école de commerce qui l’aideront, avec son frère, à pérenniser ses affaires et à ouvrir d’autres établissements (bars, hôtels-restaurants et boîte de nuit) dans la ville.

## Parcours politique

### Représentant syndical
Christophe Blanchet devient aussi représentant syndical des acteurs de la nuit sur toute la région Normandie. Il a été vice-président de l'Union des métiers et des industries de l'hôtellerie (UMIH), de l'Association des professionnels indépendants de l'industrie de l'hôtellerie (APIIH) et du Syndicat national des discothèques et lieux de loisirs. C’est là qu’il s’initie davantage à la politique et constate que le monde de la nuit est trop souvent dénigré par les autorités. Christophe Blanchet monte alors des opérations avec la Sécurité routière et les 43 discothèques du Calvados : « On a fait installer dans les boîtes de nuit des énormes affiches montrant des accidents de la route et des voitures encastrées dans des pylônes, avec des plaques d’immatriculation se terminant toujours par 14. On proposait aussi des éthylotest et l’entrée était gratuite pour celui ou celle qui ne buvait pas. C’était le principe du Sam qui a ensuite [été] repris partout ».

### Élu local
Il commence sa carrière d'élu comme adjoint au maire de Merville-Franceville. Il est alors membre du MoDem[réf. nécessaire].

### Député depuis 2017
En avril 2016, Christophe Blanchet annonce sa candidature aux élections législatives de 2017 dans la quatrième circonscription du Calvados,. Il se présente sans étiquette et le 11 mai 2017, il obtient l'investiture de La République en marche.
Au premier tour, il devance la députée sortante Nicole Ameline, en rassemblant 39,72 % des voix contre 23,8 % pour la candidate LR. Le 21 juin 2017, il est élu député au second tour avec 55,82 % des suffrages.
Il est membre de la commission de la Défense nationale et des Forces armées à l'Assemblée nationale. En juillet 2019, à l'occasion de la remise en jeu des postes au sein de la majorité, il se porte candidat à la présidence de la commission.
Il rejoint le groupe MoDem et apparentés en septembre 2020.
Réélu en 2022 avec l'investiture du Mouvement démocrate, il continue notamment d'être actif sur le sujet du Service national universel dont il soutient l'amélioration et l'extension.
À l'issue des législatives convoquées après la dissolution de juin 2024, Christophe Blanchet est à nouveau réélu, avec 59,46 % des voix au second tour cette fois face à la candidate du Rassemblement national.
Il perd l'élection au poste de vice-président de l'Assemblée nationale à la suite de la démission de la députée LR Annie Genevard avec 69 voix au premier tour et 46 au second. Il se désiste en faveur de la candidate LR  Virgine Duby-Muller.

## Distinctions
- Médaille de la Défense nationale, échelon bronze